# Trachybryum megaptilum
Trachybryum megaptilum är en bladmossart som beskrevs av Wilfred Borden Schofield 1968. Trachybryum megaptilum ingår i släktet Trachybryum och familjen Brachytheciaceae. Inga underarter finns listade i Catalogue of Life.